# العلاقات البنغالية الفلسطينية
العلاقات البنغالية الفلسطينية هي العلاقات الثنائية بين بنغلاديش وفلسطين هي علاقات وثيقة وتعتبر ودية. لقد كانت بنغلاديش داعمًا قويًا للحملة الفلسطينية لصالح قيام دولة مستقلة وليس لها علاقات دبلوماسية مع إسرائيل. وعلاوة على ذلك، تقدم بنغلاديش منحا دراسية للشباب الفلسطينيين، ويتعاون البلدان في الشؤون العسكرية.

## التاريخ
تعود العلاقة بين بنغلاديش وفلسطين، ولا سيما منظمة تحرير فلسطين، إلى حرب تحرير بنغلاديش عام 1971. في البداية ، ترددت معظم الدول العربية في الاعتراف بدولة بنغلاديش المنشأة حديثا، لكن العلاقات تحسنت في عام 1973 عندما دعمت بنغلاديش الفلسطينيين ضد إسرائيل خلال حرب يوم الغفران عام 1973 ، بما في ذلك إرسال فريق طبي وإمدادات الإغاثة للفلسطينيين. وعقد الاجتماع الرفيع المستوى الأول بين البلدين في عام 1974، عندما التقى ياسر عرفات رئيس الوزراء شيخ مجيب الرحمن في لاهور في مؤتمر القمة الثاني لمنظمة التعاون الإسلامي.

## تبادل السفراء
في 6 ديسمبر 2009، سّلم غلام أحمد أوراق اعتماده سفيرًا غير مقيم لبنغلاديش إلى الرئيس الفلسطيني محمود عباس في العاصمة الأردنية عمان.
في 9 فبراير 2021، قدمت ناهده سُبحان في العاصمة الأردنية عمان أوراق اعتمادها سفيرةً غير مقيمة لجمهورية بنغلادش الشعبية لدى دولة فلسطين إلى وزير الخارجية والمغتربين الفلسطيني رياض المالكي. وفي 15 سبتمبر 2021، أعادت تسليم أوراق اعتمادها في السفارة الفلسطينية بالعاصمة الأردنية عمان إلى الرئيس محمود عباس وتمت المراسم عبر تقنية مؤتمرات الفيديو.